# Boston Marathon 1991
De Boston Marathon 1991 werd gelopen op maandag 15 april 1991. Het was de 95e editie van deze marathon.
De Keniaan Ibrahim Hussein finishte bij de mannen als eerste in 2:11.06. De Poolse Wanda Panfil won bij de vrouwen in 2:24.18.
In totaal finishten er 7642 marathonlopers, waarvan 6291 mannen en 1351 vrouwen.

## Uitslagen

### Mannen
| rang   | naam                   | land | tijd    |
| ------ | ---------------------- | ---- | ------- |
| Goud   | Ibrahim Hussein        | KEN  | 2:11.06 |
| Zilver | Abebe Mekonnen         | ETH  | 2:11.22 |
| Brons  | Andrew Ronan           | IRL  | 2:11.27 |
| 4      | Alejandro Cruz         | MEX  | 2:12.11 |
| 5      | Carlos Grisales        | COL  | 2:12.33 |
| 6      | Douglas Wakiihuri      | KEN  | 2:13.30 |
| 7      | Tesfaye Tafa           | ETH  | 2:14.07 |
| 8      | Atsushi Sakauchi       | JPN  | 2:14.18 |
| 9      | Lemi Chengere          | ETH  | 2:14.28 |
| 10     | Andrzej Witczak        | POL  | 2:14.49 |
| 11     | Jean-Michel Charbonnel | FRA  | 2:15.22 |
| 12     | Paul Zimmerman         | USA  | 2:15.32 |
| 13     | Rolando Vera           | ECU  | 2:15.46 |
| 14     | Juan-Pablo Juarez      | ARG  | 2:15.55 |
| 15     | Ed Eyestone            | USA  | 2:15.58 |
| 16     | Ieuan Ellis            | WAL  | 2:16.20 |
| 17     | Jouni Kortelainen      | FIN  | 2:17.55 |
| 18     | Geoffrey Smith         | ENG  | 2:18.00 |
| 19     | Pekka Roto             | FIN  | 2:18.04 |
| 20     | Thomas Robert Naali    | TAN  | 2:18.10 |
| 21     | Kenneth Judson         | USA  | 2:18.11 |
| 22     | Manabu Kawagoe         | JPN  | 2:18.22 |
| 23     | Mark Amway             | USA  | 2:18.26 |
| 24     | Simon Robert Naali     | TAN  | 2:19.19 |
| 25     | Takuya Ota             | JPN  | 2:19.46 |

### Vrouwen
| rang   | naam                     | land | tijd    |
| ------ | ------------------------ | ---- | ------- |
| Goud   | Wanda Panfil             | POL  | 2:24.18 |
| Zilver | Kim Jones                | USA  | 2:26.40 |
| Brons  | Uta Pippig               | GER  | 2:26.52 |
| 4      | Joan Samuelson           | USA  | 2:26.54 |
| 5      | Kamila Gradus            | POL  | 2:26.55 |
| 6      | Ingrid Kristiansen       | NOR  | 2:29.24 |
| 7      | Maria-Conceiçao Ferreira | POR  | 2:30.18 |
| 8      | Malgorzata Birbach       | POL  | 2:32.13 |
| 9      | Odette Lapierre          | CAN  | 2:32.55 |
| 10     | Manuela Machado          | POR  | 2:33.08 |
| 11     | Regina Joyce             | IRL  | 2:35.35 |
| 12     | Christine McNamara       | USA  | 2:36.21 |
| 13     | Graziella Striuli        | ITA  | 2:37.01 |
| 14     | Kirsi Mattila            | FIN  | 2:37.35 |
| 15     | Ritva Lemettinen         | FIN  | 2:38.19 |
| 16     | Gillian Horovitz         | ENG  | 2:40.46 |
| 17     | Laurie Binder            | USA  | 2:43.25 |
| 18     | Judith Hine              | NZL  | 2:44.25 |
| 19     | Elizabeth Bullen         | IRL  | 2:44.31 |
| 20     | Julie Moss               | USA  | 2:47.19 |
| 21     | Shirley Silsby           | USA  | 2:47.25 |
| 22     | Ana Maria Nielsen        | ARG  | 2:47.45 |
| 23     | Christine Iwahashi       | USA  | 2:47.49 |
| 24     | Lisa Senatore            | USA  | 2:48.18 |
| 25     | Mitsuko Kon              | JPN  | 2:49.16 |

1897 ·
1898 ·
1899 ·
1900 ·
1901 ·
1902 ·
1903 ·
1904 ·
1905 ·
1906 ·
1907 ·
1908 ·
1909 ·
1910 ·
1911 ·
1912 ·
1913 ·
1914 ·
1915 ·
1916 ·
1917 ·
1918 ·
1919 ·
1920 ·
1921 ·
1922 ·
1923 ·
1924 ·
1925 ·
1926 ·
1927 ·
1928 ·
1929 ·
1930 ·
1931 ·
1932 ·
1933 ·
1934 ·
1935 ·
1936 ·
1937 ·
1938 ·
1939 ·
1940 ·
1941 ·
1942 ·
1943 ·
1944 ·
1945 ·
1946 ·
1947 ·
1948 ·
1949 ·
1950 ·
1951 ·
1952 ·
1953 ·
1954 ·
1955 ·
1956 ·
1957 ·
1958 ·
1959 ·
1960 ·
1961 ·
1962 ·
1963 ·
1964 ·
1965 ·
1966 ·
1967 ·
1968 ·
1969 ·
1970 ·
1971 ·
1972 ·
1973 ·
1974 ·
1975 ·
1976 ·
1977 ·
1978 ·
1979 ·
1980 ·
1981 ·
1982 ·
1983 ·
1984 ·
1985 ·
1986 ·
1987 ·
1988 ·
1989 ·
1990 ·
1991 ·
1992 ·
1993 ·
1994 ·
1995 ·
1996 ·
1997 ·
1998 ·
1999 ·
2000 ·
2001 ·
2002 ·
2003 ·
2004 ·
2005 ·
2006 ·
2007 ·
2008 ·
2009 ·
2010 ·
2011 ·
2012 ·
2013 ·
2014 ·
2015 ·
2016 ·
2017 ·
2018 ·
2019 ·
2020 ·
2021 ·
2022